# Iglesia de El Buen Pastor (Albacete)
La iglesia de El Buen Pastor es un templo religioso de culto católico situado en la ciudad española de Albacete.

## Historia
La iglesia de El Buen Pastor fue creada el 19 de septiembre de 1951 por decreto del obispo de Albacete, Arturo Tabera Araoz. Su primera sede fue la iglesia de la Casa de Misericordia. El 27 de octubre de 1979 el obispo Ireneo García Alonso inauguró y consagró el actual templo.

## Características

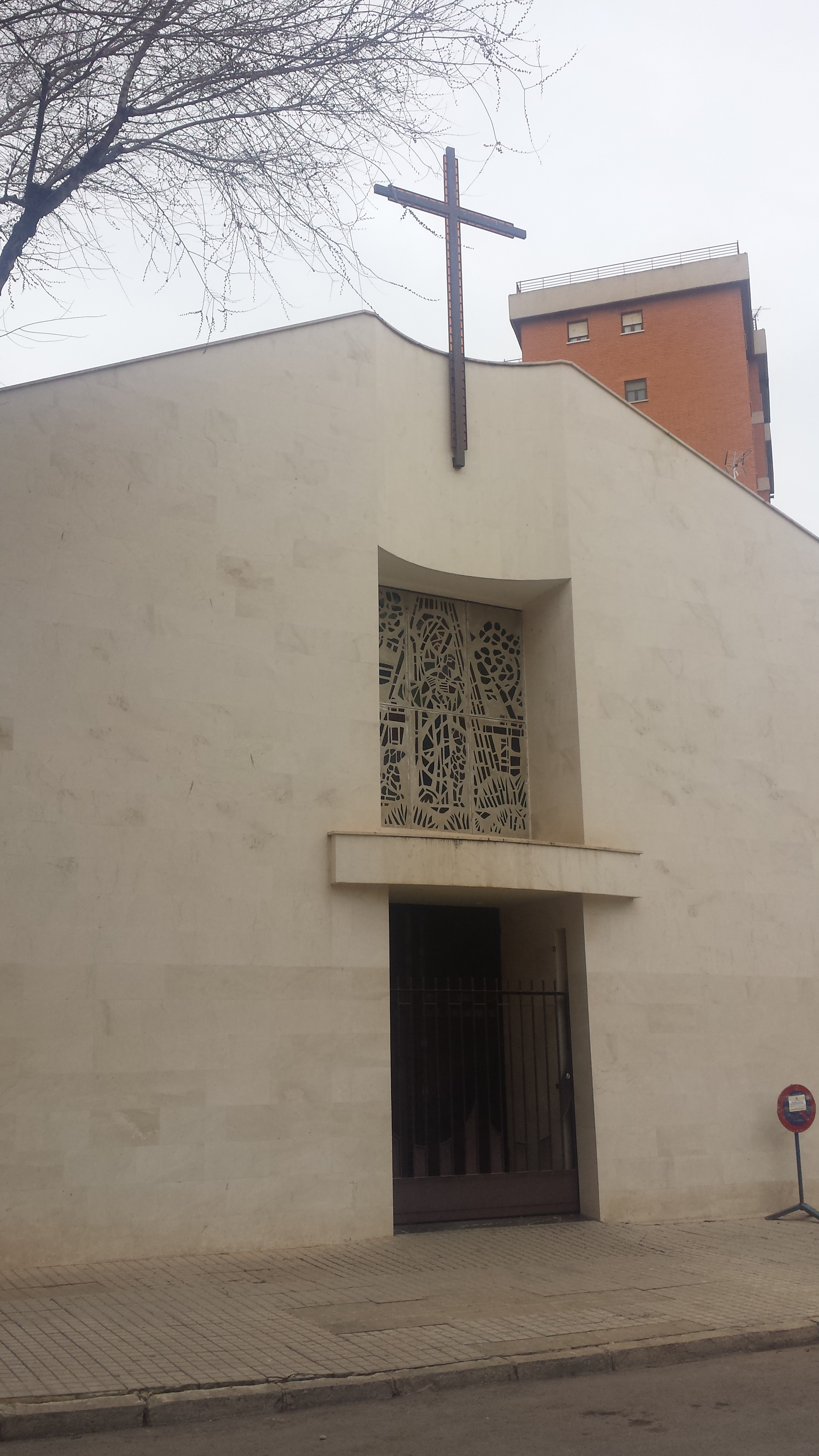
Vista de la iglesia de El Buen Pastor

La iglesia es obra del arquitecto diocesano Carlos Belmonte, quien la describió de la siguiente forma:

El conjunto proyectado consta de tres núcleos independientes, aunque íntimamente relacionados entre sí, en los que se desarrollan las siguientes actividades del mismo:
- Templo Parroquial y Capilla Eucarística.
- Centro de Reuniones Parroquiales.
- Oficinas parroquiales y dos viviendas.

Situada en el barrio Polígono San Antón de la capital albaceteña, forma parte del arciprestazgo número dos de la ciudad, perteneciente a la diócesis de Albacete.

### El belén de El Buen Pastor
Es característico de la parroquia el belén de grandes dimensiones que se monta cada Navidad y que es visitado por miles de personas.